# Діброва (Покровська селищна громада)
Дібро́ва — село в Україні, у Синельниківському районі Дніпропетровської області. Входить до складу Покровської селищної громади. Населення становить 176 осіб. Колишній орган місцевого самоврядування — Орлівська сільська рада.

## Географія
Село Діброва знаходиться за 5 км від правого берега річки Кам'янка, на відстані 1 км від села Маломихайлівка. По селу протікає пересихаючий струмок з загатою. Через село проходить автомобільна дорога Н15.

## Історія
Засноване в 1924 році на вільних землях в степу. Назва виникла з мрії перших поселенців, котрі планували насадити дерева в голому степу, щоб біля села буяла зелена діброва. Тому й село наперед назвали відповідно.
12 червня 2020 року, відповідно до розпорядження Кабінету Міністрів України № 709-р від «Про визначення адміністративних центрів та затвердження територій територіальних громад Дніпропетровської області», увійшло до складу Покровської селищної громади.
19 липня 2020 року, в результаті адміністративно-територіальної реформи і ліквідації Покровського району, село увійшло до складу новоутвореного Синельниківського району.

## Населення

### Мова
Розподіл населення за рідною мовою за даними перепису 2001 року:
| Мова       | Кількість | Відсоток |
| ---------- | --------- | -------- |
| українська | 167       | 94.89%   |
| російська  | 9         | 5.11%    |
| Усього     | 176       | 100%     |